# Volenti non fit iniuria
Il brocardo volenti non fit iniuria, tradotto letteralmente, significa "a chi acconsente, non si fa danno".
Questo principio di diritto nega l'esistenza dell'offesa quando una persona ha consentito ad un'azione. Chi consente, non ha più diritto di lamentarsi.

## Diritto penale
In diritto penale la locuzione, espressa anche con l'espressione nulla iniuria in volentes, rappresenta una causa di giustificazione, codificata all'art. 50 del codice penale italiano secondo cui "non è punibile chi lede o pone in pericolo un diritto con il consenso della persona che può validamente disporne".